# Cemitério de São Mateus
Portão principal do Cemitério, na Rua Manoel de Andrade
O Cemitério Central de São Mateus, é uma necrópole que se situa no município de São Mateus, estado do Espírito Santo. Destaca-se por ser o mais antigo das regiões norte e nordeste do Espírito Santo e pelos túmulos esculpidos em mármore de Carrara. Possui em seu interior uma pequena capela, cujas telhas são de origem francesa, mais precisamente, de Marselha. Historicamente é dividido em três partes: a histórica, a da Irmandade do Santíssimo Sacramento e a parte comum.

## História
O cemitério do centro da cidade, o mais antigo das regiões norte e nordeste do estado, é historicamente dividido em três partes: a considerada histórica, a do Santíssimo Sacramento e a parte do cemitério comum. 
Na parte histórica estão localizados vários túmulos esculpidos em mármore importado de Carrara, Itália, todos datados da segunda metade do século XIX. A cobertura da pequena capela e do paredão onde se encontram os túmulos mais antigos foi feita com telhas importadas de Marselha, França. 
Dos vários túmulos ali existentes destacam-se o do Comendador Antônio Rodrigues da Cunha, pai do Barão dos Aymorés; o do primeiro juiz de direito da Comarca de São Mateus; o da família Silvares e muitos outros talhados em mármore, por artistas da Europa, que esculpiram figuras em estilo barroco.
Sob um arco localizado a direita, depois do portão interno, encontra-se sepultado o Barão dos Aymorés. Por sua própria solicitação, foi sepultado a 14 palmos de profundidade e sem nenhuma lápide, para que o local de sua sepultura não fosse identificado.
O chamado Cemitério do Santíssimo Sacramento, está no lado oeste, dentro dos limites do muro interno. Nessa parte, até o início da década de 1980, somente podiam ser sepultados ali os irmãos do santíssimo os seus familiares.
Fora dos limites do cemitério do santíssimo, encontram-se os túmulos das pessoas que não pertenciam à ordem, desde as mais ilustres até as mais simples.
Dentro das mudanças da Igreja Católica, essas irmandades acabaram. Os remanescentes dessa Ordem ficaram responsáveis pelo cemitério e cobravam uma taxa de manutenção. Quem não podia pagar o valor estipulado era sepultado no cemitério público. Essa prática durou até 1981, quando a administração do cemitério foi passada à prefeitura. Isso levou o cemitério do Santíssimo a ser chamado de cemitério dos ricos e o cemitério público de cemitério dos pobres.